# Женска фудбалска репрезентација Белиза
Женска фудбалска репрезентација Белиза (шп. Selección femenina de fútbol de Belice, је женски фудбалски тим који представља Белиз на међународним такмичењима и такмичи се у Конфедерацији фудбалског савеза Северне, Централне Америке и Кариба (Конкакаф).

## Историја
Тим Белизеа је дебитовао 25. новембра 2001. на Играма Централне Америке 2001. у утакмици са Гватемалом, што је резултирало поразом од 12 : 0, два дана касније играо је против Салвадора, од којег су такође изгубили резултатом 6 : 0.
Као и мушке колеге, најлошији је тим у Централној Америци према ФИФА ранг-листи, што тим ставља на 120. позицију. Све њихове утакмице су биле против тимова из Централне Америке, али никада нису играли са једним од њих, Хондурасом.
Тим никада није победио или играо нерешено ни једну утакмицу и у својој историји постигао је укупно 5 голова, уз 111 примљених. Због тога се Белизе никада није квалификовао ни за један већи турнир.

## Достигнућа

### Централноамеричке игре
| Централноамеричке игре резултати | Централноамеричке игре резултати | Централноамеричке игре резултати | Централноамеричке игре резултати | Централноамеричке игре резултати | Централноамеричке игре резултати | Централноамеричке игре резултати | Централноамеричке игре резултати |                  |
| Година                           | Резултат                         | Ута                              | Поб                              | Нер*                             | Изг                              | ГД                               | ГП                               |                  |
| -------------------------------- | -------------------------------- | -------------------------------- | -------------------------------- | -------------------------------- | -------------------------------- | -------------------------------- | -------------------------------- | ---------------- |
| 2001.                            | Групна фаза                      | 2                                | 0                                | 0                                | 2                                | 0                                | 18                               |                  |
| 2005.                            | Турнир отказан                   | Турнир отказан                   | Турнир отказан                   | Турнир отказан                   | Турнир отказан                   | Турнир отказан                   | Турнир отказан                   |                  |
| 2009                             | Турнир отказан                   | Турнир отказан                   | Турнир отказан                   | Турнир отказан                   | Турнир отказан                   | Турнир отказан                   | Турнир отказан                   |                  |
| 2013.                            | Групна фаза                      | 3                                | 0                                | 0                                | 3                                | 1                                | 25                               |                  |
| 2017.                            | Није учествовала                 | Није учествовала                 | Није учествовала                 | Није учествовала                 | Није учествовала                 | Није учествовала                 | Није учествовала                 |                  |
| 2022.                            | Треба да се игра                 | Треба да се игра                 | Треба да се игра                 | Треба да се игра                 | Треба да се игра                 | Треба да се игра                 | Треба да се игра                 | Треба да се игра |
| Укупно                           | Групна фаза                      | 5                                | 0                                | 0                                | 5                                | 1                                | 43                               |                  |

*Означава нерешене утакмице укључујући нокаут мечеве одлучене извођењем једанаестераца.